# Tajná zahrada
Tajná zahrada či Tajemná zahrada (v originále The Secret Garden) je knižní příběh pro děti, jehož autorkou je angloamerická spisovatelka Frances Hodgson Burnettová. Kniha patří mezi klasická díla dětské literatury. Byla přeložena téměř do všech světových jazyků a byla opakovaně zfilmována.

## Děj
Mary je protivná, sebestředná, drzá a všichni ji musí na slovo poslouchat. Vyrůstá v Britské Indii, ale když rodiče zemřou na choleru, život se jí obrátí vzhůru nohama – musí se přestěhovat na ponuré anglické panství v Yorkshiru, které patří jejímu strýčkovi Achibaldu Cravenovi. Ve velikém domě plném nekonečných chodeb a zamčených pokojů se nudí, a tak se vydá hledat zábavu ven. Při průzkumu okolí nečekaně objeví ztracený klíč k téměř mrtvé zahradě, která patřila strýčkově zesnulé manželce a do níž nikdo od její smrti nevkročil. S pomocí Dickona, chlapce z malé chaloupky, se jí podaří zahradu probudit zpět k životu. Zároveň společně poznávají Maryina nemocného bratrance Colina, který se s jejich pomocí uzdraví. Díky zahradě a novým kamarádům Mary poprvé poznává, co to znamená někam patřit.

## Publikační historie
Příběh se poprvé objevil na stránkách amerického časopisu The American Magazine, kde vycházel  v letech 1910–1911 s ilustracemi J. Scotta Williamse. Roku 1911 pak příběh vyšel v knižní podobě. Americkou edici románu vydalo vydavatelství Frederick A. Stokes Company a ilustrovala ji Maria Louise Kirková. Britskou edici vydalo vydavatelství Heinemann a ilustroval ji Charles Heath Robinson. Autorská práva vypršela ve Spojených státech roku 1986, a tak je možné na trhu narazit na různé zkrácené i nezkrácené edice. Kniha byla také přeložena téměř do všech světových jazyků.

## Vznik a vývoj
O vzniku Tajné zahrady není k dispozici mnoho informací. Zatímco informace o vývoji některých jiných autorčiných děl lze nalézt v jejích dopisech příbuzným, v době, kdy psala Tajnou zahradu, bydlela v jejich blízkosti, a tudíž jim žádné dopisy neposílala. Burnettová začala knihu psát na jaře roku 1909, kdy začala plánovat i zahradu na svém sídle v Plandome na Long Islandu. Pracovní název příběhu zněl Mistress Mary a Burnettová jej považovala za „jeden ze [svých] nejlepších nápadů“, jak uvádí v dopise svému britskému vydavateli Williamu Heinemannovi.

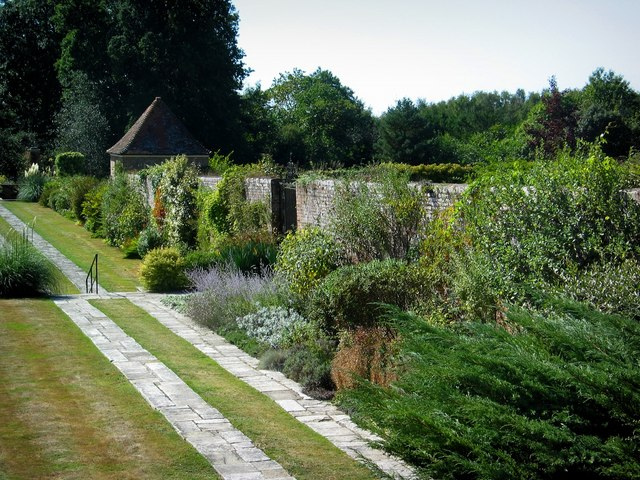
Zahrada na panství Maytham

### Inspirace
Drobný vhled do procesu vzniku nabízí příběh My Robin, ve kterém Burnettová odpovídá na čtenářský dotaz ohledně červenky, která v Tajné zahradě vystupuje a která dle čtenářky „zajisté nemohla být jen pouhým výplodem fantazie“. Burnettová v příběhu vzpomíná na své přátelství s jednou takovou červenkou, která jí dělávala společnost v růžové zahradě na panství Maytham, kam Burnettová chodívala psát. Burnettová červenku neviděla jako ptáčka, ale jako lidskou bytost, což se přeneslo i do jejího románu.
Panství Maytham v Kentu, kde Burnettová v letech 1898–1907 pobývala, bývá také často považováno za inspiraci pro prostředí, ve kterém se kniha odehrává, a zejména pak pro zahradu samotnou. Ann Thwaite v knize pojednávající o autorčině životě uvádí, že tato zahrada sice pro inspiraci klíčová skutečně byla, ale panství Misselthwaite a panství Maytham se od sebe výrazně liší. Thwaite se domnívá, že co se okolního prostředí týče, Burnettová se spíše inspirovala vřesovišti v románu Na Větrné hůrce a románem Jana Eyrová, který také obsahuje tajemné panství, jehož pán je většinu času nepřítomen, a osiřelou hlavní hrdinku. Burnettová si těchto podobností byla vědoma a v jednom dopise dokonce zmínila, že spisovatelka a editorka Ella Hepworth Dixonová román označila za dětskou verzi Jany Eyrové. Kromě zahrady na panství Maytham se jako zdroj inspirace také udávají dvě zahrady v Salfordu, konkrétně zahrada u příbuzných v Seedley Grove, kde rodina po smrti autorčina otce nějakou dobu pobývala, a opuštěná zahrada poblíž Islington Square.

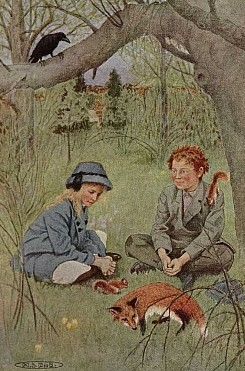
Frontispis prvního amerického vydání z r. 1911 (Mary a Dickon v tajné zahradě)

### Rukopis
Gretchen Rectorová považuje za jediný záznam, ze kterého je možné o vývoji knihy něco málo vyčíst, prvotní rukopis. Osmdesát z prvních sto stran bylo napsáno inkoustem a zbytek včetně revizí tužkou. Kapitoly nejsou v rukopisu označeny názvy nýbrž čísly. Slovní názvy kapitol byly přidány až těsně před tím, než příběh začal periodicky vycházet v časopise The American Magazine. Titulní strana rukopisu napovídá, že původní název nejspíš zněl Mary, Mary Quite Contrary a později byl změněn na Mistress Mary. Ovšem jak kniha přišla k názvu, pod nímž nakonec vyšla, zůstává nezodpovězeno.
Mary má v rukopisu původně devět let, ale při revizi jí Burnettová přidala rok navíc. To se nicméně do žádného z prvních vydání – ať už britských či amerických – nepřeneslo. Susan Sowerbyová původně měla být v příběhu po smrti a její roli měla pravděpodobně převzít dcera Marta. Burnettová si to ale nakonec rozmyslela a Susaninu smrt z rukopisu o pár stran později vyškrtla. Další zajímavá změna se týkala Dickonova jména. Dickon se v rané fázi rukopisu jmenoval pouze Dick, ale Burnettová časem usoudila, že „tak neobyčejná postava potřebuje i neobyčejné jméno“, a rozhodla se ho změnit. Dickon měl navíc být postižený a pohybovat se jen o berlích kvůli zranění nohy, které v dětství utrpěl na vřesovišti, ale jeho postižení bylo nakonec také vyškrtnuto, a to nejspíše proto, že by mu znemožnilo být fyzickou oporou Colinovi.

## Motivy a literární kritika
Jak název románu napovídá, tajná zahrada je v příběhu jedním z nejvýraznějších motivů, a stala se tedy předmětem mnoha odborných článků. Phillis Bixler Koppesová uvádí, že se v knize mísí tři literární žánry: pohádka, exemplum a pastorála, díky kterým je kniha oproti dřívějším autorčiným dětským knihám, v nichž se mísí jen první dva žánry, daleko bohatší na symbolismus. Koppesová zahradu v tomto díle považuje za „symbol znovuzrození“. Podobně to vidí i Madelon Gohlke, která zahradu vnímá jako místo, které kvůli tragické nehodě Colinovy matky sice zapříčinilo zničení rodiny Cravenových, ale zároveň je i místem, kde se tato rodina symbolicky znovu zrodí.
V literární vědě se knize dostalo největší pozornosti zejména ze strany feministické kritiky. Knihu z tohoto pohledu zkoumaly například Elizabeth Keyserová, Danielle Priceová a Linda Parsons. Keyserová tvrdí, že ačkoliv Mary zachrání jak umírající zahradu, tak rozpadající se rodinu Cravenových, její zásluhy jsou nakonec zastíněny Colinovým uzdravením, což lze považovat za symbol oslavy patriarchátu. Priceová se domnívá, že Maryina proměna z protivného a ošklivého děvčátka ve vstřícnou a krásnou dívku „odráží to, jak v 19. století měla vypadat ideální viktoriánská zahrada: Mary – stejně jako ideální zahrada – představuje krásu a poskytuje pocit bezpečí, ve kterém může její bratranec vzkvétat“. Parsons ale knihu naopak vnímá jako oslavu ženské síly a odolnosti tváří v tvář patriarchální společnosti.
Alexandra Valintová se z hlediska disability studies zabývá tím, jak je v knize vyobrazeno postižení. Uvádí, že postavy s postižením jsou v porovnání s těmi bez postižení vykresleny „převážně stereotypně tzv. jako nešťastné, bezmocné a méně nezávislé“. Na postavě Colina také zkoumá, jak postižení interaguje s genderem a sociální třídou.
Jerry Phillips knihu analyzuje z hlediska postkolonialismu a zaobírá se také vyobrazením sociálních tříd. Knihu považuje za zárodek kritického komentáře toho, co nastane, když se britské impérium rozpadne a „kolonie se musí vrátit zpět domů“. Phillips uvádí, že ačkoliv kniha kritizuje despotismus, proti aristokracii jako takové se nevyhraňuje.

## Yorkshirský dialekt
Kniha je známá také tím, že se v ní používá dialekt. Příběh se odehrává převážně v Yorkshiru na severu Anglie a Yorkshirský dialekt je v ní tedy hojně zastoupený. Používají jej zejména místní obyvatelé z nejnižší společenské vrstvy, jako například služebná Marta a její bratr Dickon, zahradník Ben Weatherstaff či Dickonova matka Susan Sowerbyová. Dialekt je v příběhu úzce spojen s idealizací venkovského způsobu života a symbolizuje jak autentičnosti tak i tělesné a duševní zdraví.

## Přijetí
Protože příběh nejprve vycházel v časopisu The American Magazine, který se nezaměřoval na dětského čtenáře nýbrž na dospělé publikum, byl zpočátku vnímán převážně jako příběh pro dospělé. Kritička Anne Lundinová v souvislosti s přijetím románu prohlásila, že na počátku příběh „zápasil s tím, že se vázal jak k romantismu tak k modernismu nastupujícího století“. Román se nicméně během vánoční sezóny roku 1911 prodával velmi dobře a nakonec se stal bestsellerem.
Krátká shrnutí spisovatelčina života publikovaná v novinách roku 1924 krátce po její smrti se však zmiňovala jen o jejím románu Malý lord a Tajnou zahradu zpravidla přehlížela. Literární pověst Burnettové začala po roce 1924 slábnout a to nejspíše také kvůli předsudkům vůči literatuře určené primárně pro ženy. Navzdory tomu zůstala však Tajná zahrada mezi čtenáři oblíbená. V šedesátých letech byla dokonce čtenáři časopisu The New York Times zařazena v kategorii dětských knih mezi jednu z nejlepších a populární zůstávala i v sedmdesátých a osmdesátých letech. Kniha se oblibě těší i ve 21. století. Roku 2012 se v žebříčku amerického měsíčníku School Library Journal umístila na patnáctém místě. Byla přeložena do téměř všech světových jazyků a dostalo se jí mnoha adaptací ať už seriálových, filmových, divadelních či adaptací ve formě grafických románů.

## Adaptace

### Filmové adaptace

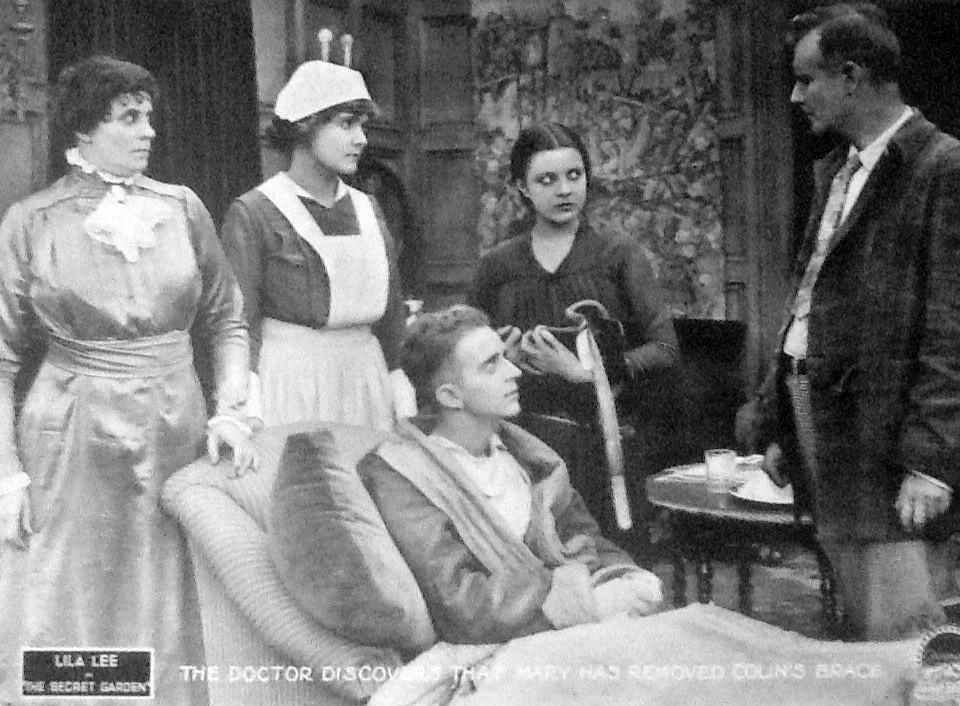
První filmová adaptace z roku 1919

Kniha byla opakovaně zfilmována. První filmová adaptace byla natočena roku 1919 ještě za éry němého filmu a režíroval ji Gustav von Seyffertitz. Tato verze je však považována za ztracenou. Další adaptace byly natočeny v letech 1949 v režii Freda M. Wilcoxe, 1987 v režii Alana Grinta a 2017 v režii Owena Smitha. Nejznámější adaptací je verze z roku 1993, kterou režírovala Agnieszka Holland. Nejnovější adaptací je potom verze z roku 2020 v režii Marca Mundena. Lze narazit i na animovaný film z roku 1994. Roku 2001 bylo natočeno také volné pokračování filmové adaptace z roku 1987 s názvem Návrat do ztracené zahrady v režii Michaela Tuchnera.
Kromě celovečerních filmů byly společností BBC natočeny i tři seriálové adaptace, na kterých se podílela Dorothea Brookingová, a to v letech 1952, 1960 a 1975.

### Rozhlasové hry
Na motivy příběhu vznikla roku 1989 česká rozhlasová hra, kterou pro Český rozhlas připravila Věra Eliášková a režíroval Jan Berger.

### Divadlo
Nejznámější a nejúspěšnější divadelní adaptací je broadwayský muzikál z roku 1991, na němž se podílely Lucy Simonová a Marsha Normanová. Muzikál byl sedmkrát nominován na cenu Tony. Snahy zinscenovat Tajnou zahradu proběhly i v České republice. Představení mělo premiéru roku 1996 v Divadle Petra Bezruče. Hru zdramatizoval Karel Makonj a režíroval Václav Klemens.

### Grafické romány
V roce 2021 byl příběh převyprávěn formou grafického románu a to hned dvěma autorkami. Mariah Marsdenová jej převyprávěla pod názvem The Secret Garden: A Graphic Novel s ilustracemi Hanny Luechtefeldové. Ivy Weirová příběh zasadila do moderní doby a vydala ho pod názvem The Secret Garden on 81st Street s ilustracemi Amber Padillové. V roce 2023 vyšla další grafická adaptace v podání francouzské ilustrátorky Maud Begonové.

## Překlady do češtiny
- 1920: Tajemná zahrada: román malé dívky, přeložil Karel Weinfurter[38]
- 1994: Tajná zahrada, přeložil Saša Borovec (zkrácené vydání)[39]
- 2009: Tajná zahrada, přeložil Lumír Mikulka[40]
- 2019: Secret Garden/Tajná zahrada, přeložila Eva Adámková (anglicko-český zrcadlový text, převyprávění originálu)[41]
- 2020: Tajemná zahrada, přeložil Lumír Mikulka[42]

## Zajímavosti
Tajná zahrada se objevuje v knize Matylda britského spisovatele Roalda Dahla jako jedna z knih, které si hlavní hrdinka Matylda vypůjčí v knihovně.